# Georg Adam von Martinitz
 Georg Adam von Martinitz  (češko Jiří Adam Ignác z Martinic), avstrijski vojskovodja iz češke veje plemičev z Martinic, * 1445, Češka, Avstrija † 24. julij 1714 Praga.

## Življenjepis
Georg Adam von Martinitz je bil Neapeljski podkralj
Georg Adam von Martinitz je bil češko-avstrijski plemič. Bil je diplomat v službi Habsburške monarhije. Najvišjo stopnjo v politični karieri je dosegel kot podkralj v Neapeljskem kraljestvu.

### Družina
Izhaja iz češke plemiške rodbine Martinic. Njegov oče je bil Maximilian Valentin, mati pa Anna Katharina (roj. Bukůvka von Janovic). Poročil se je prvič 1679 z Maria Felicitas Gräfin von Spaur in drugič z Maria Josepha Gräfin von Sternberg. Iz teh dveh zakonov je imel pet sinov in šest hčerk.

### Napredovanje
Do 1670 je študiral pravo v Pragi; študije je nato nadaljeval v Sieni. V lasti je imel posestvo Plánice, ki ga je spremenil v vojaško izdelovalnico gosli (Fideikommiß). 1685 je k temu pridobil še imetje Smečno in Slaný.
Martinitz je kot diplomat zasledoval cilje avstrijske Habsburške hiše. Najprej je bil odposlanec v Angliji in na Portugalskem. Zaradi grozečega Drugega turškega obleganja Dunaja 1682 je bil poslan v nadškofijo Solnograd in številne italijanske državice, med drugim tudi v Papeško državo, da bi pridobil potrebna denarna sredstva za obrambo; to nalogo je uspešno opravil. 
Med 1696 in 1700 je deloval za cesarico Eleonore pri papežu  Inocencu XII. Pri tem se je zavzemal za cesarske pravice nasproti papežu in cesarskim vazalom v Cesarski severni Italiji. Posebej je zagovarjal cesarsko pravico do azila, ki se ni nanašala le na rimsko veleposlaništvo, ampak tudi na celo rimsko četrt. Ni skrival, da mu ne ugaja papeževa naklonjenost Franciji in je prav s tem nagnil papeža, da je svetoval za španske naslednike Francoze. 
Njegov neroden nastop je privedel končno do diplomatovega odpoklica od Svetega sedeža.

### Graditelj
V Rimu je stopil v stik s stavbenikom Fontanom (1634-1714), ki je napravil zanj načrt za palačo v Pragi med 1700 in 1705 v tem mestu nepoznanem klasicističnem slogu.

### Vojaška kariera
Na Dunaju je postal poveljnik cesarske garde (Arcièren-Leibgarde). Postal je tudi zaupnik in poročevalec, od 1703 pa tudi vrhovni dvorni maršal (Obersthofmarschall). Sprejet je bil tudi v Red zlatega runa (Orden vom Goldenen Vlies).
Po zmagaj avstrijskih zaveznikov v španski nasledstveni vojni na italijanskih tleh je postal prvi cesarski podkralj v Neapeljskem kraljestvu. Pod vojaškim vodstvom krdel feldmaršala Dauna je prišel po osvojitvi Capue 3. julija 1707 v Neapelj. Že decembra istega leta pa je bil odpoklican
Na njegovo kratkotrajno bivanje v Neaplju spominja napis v Redemptoristovski cerkvi v Neaplju. 

### Smrt in pokop
Pokopan je v Stolnici svetega Vida v Pragi v družinski kapeli Martinicev.